# Xã Highland, Quận Harvey, Kansas
Xã Highland (tiếng Anh: Highland Township) là một xã thuộc quận Harvey, tiểu bang Kansas, Hoa Kỳ. Năm 2010, dân số của xã này là 388 người.